# Zeltschacher Bach
Der Zeltschacher Bach ist ein linker Nebenfluss der Olsa, eines Nebenflusses der Metnitz, im Guttaringer Bergland im Gemeindegebiet von Friesach in Kärnten.
Der Bach entspringt unterhalb der Scheibstatt, einem alten Passübergang von Zeltschach zum Neumarkter Hochtal. Er fließt zunächst im Bereich der Streusiedlung Zeltschachberg etwa 3 km in südwestliche Richtung. Bei der Ortschaft Zeltschach wendet er sich nach Süden und empfängt von rechts den Gaisbergbach und von links den Hallbach. Im Bereich der Streusiedlung Schwall durchfließt er eine Klamm. Von links fließt der Pabenbergerbach zu, dann wendet sich der Zeltschacher Bach wieder in südwestliche Richtung. Beim Reidenwirt tritt er ins Friesacher Feld aus. Am nördlichen Ortsrand von Grafendorf erreicht der Zeltschacher Bach die Olsa, nur etwa 250 m bevor jene in die Metnitz mündet.
Nach schweren Überflutungen im Unterlauf im August 1878 und im September 1916 wurden Ende 1916 russische Kriegsgefangene eingesetzt, das Bachbett vom Reidenwirt bis zur Mündung zu vergrößern. Auch 2016 und 2017 kam es im Unterlauf des Zeltschacher Bachs jeweils zu erheblichen Überschwemmungen.